# Coupe du Portugal de football 1950-1951
Navigation
1948-1949 1951-1952

La Coupe du Portugal de football 1950-1951 est la 11e édition de la Coupe du Portugal de football, considéré comme le deuxième trophée national le plus important derrière le championnat. 
La finale est jouée le 10 juin 1951, au stade national du Jamor, entre le Benfica Lisbonne et le Académica de Coimbra. Le Benfica remporte son cinquième trophée en battant l'Académica de Coimbra 5 à 1.

## Finale
| 10 juin 1951 | Benfica Lisbonne | 5 - 1   | Académica de Coimbra | Stade national du Jamor       |                               |
|              |                  | (2 - 0) |                      | Arbitrage : Paulo de Oliveira | Arbitrage : Paulo de Oliveira |
|              | Feuille de match |         |                      | Arbitrage : Paulo de Oliveira | Arbitrage : Paulo de Oliveira |